# 新曽

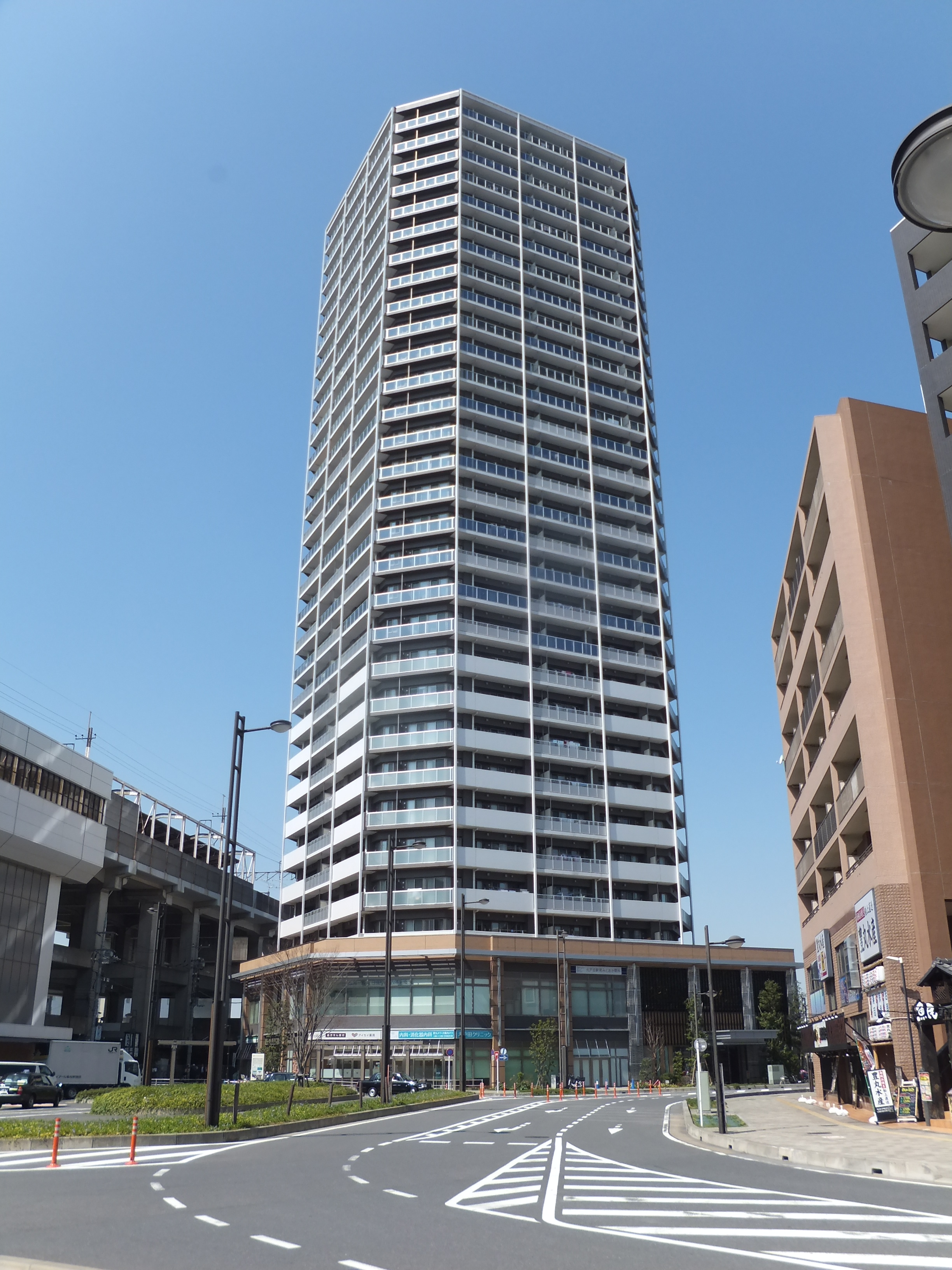
北戸田駅前

新曽（にいぞ）は、埼玉県戸田市の大字。郵便番号は335-0021（蕨郵便局管区）。

## 地理
戸田市北部の沖積平野（荒川低地）に位置し、さいたま市、蕨市と接している。旧入間川が造り出した左岸側の自然堤防が見られる。近年まで農地だったが地内東側にJR東北本線（埼京線）が開通し、北戸田駅・戸田駅の両駅が開業してから人口が増え続けている。町丁への再編は行われず、未だ大字であるが、土地区画整理事業も進展し、今後他の町・字と同様に住居表示が実施される見込みである。

### 河川
- 笹目川
- 上戸田川
- 新曽用水 - 見沼代用水西縁の流末のひとつ。

### 地価
住宅地の地価は2017年（平成29年）1月1日の公示地価によれば、新曽字芦原2266番5の地点で25万4000円/m2となっている。

## 歴史
土地区画整理事業が進み、北戸田駅前には30階建の超高層マンションが完成した。

### 沿革
もとは江戸期より存在した足立郡戸田領に属する新曽村であった古くは安土桃山期である1595年（文禄4年）2月頃の観音寺の石灯籠の刻銘より「新曽」が見出されていた。新曽は新瀬とも記されていた。
- はじめは幕府領、以降変遷なし[4]。
- 幕末時点では足立郡新曽村であった。明治初年の『旧高旧領取調帳』の記載によると、代官大竹左馬太郎支配所が管轄する幕府領であった。観音寺や妙顕寺の寺領も存在した[6]。
- 1868年（慶応4年）6月19日 - 旧幕府領が武蔵知県事・山田政則（忍藩士）の管轄となる[7]。
- 1869年（明治2年）
  - 1月13日 - 武蔵知県事・宮原忠英の管轄区域に大宮県を設置、同県の管轄となる。県庁は東京府馬喰町に置かれる。
  - 9月29日 - 県庁が浦和に置かれ浦和県に改称。
- 1871年（明治4年）11月13日 - 第1次府県統合により埼玉県の管轄となる。
- 1879年（明治12年）3月17日 - 郡区町村編制法により成立した北足立郡に属す。郡役所は浦和宿に設置。
- 1889年（明治22年）4月1日 - 町村制施行に伴い、新曽村・上戸田村・下戸田村が合併して北足立郡戸田村が成立し新曽村は戸田村の大字新曽となる[4]。
- 1941年（昭和16年）6月1日 - 町制施行により[8]、北足立郡戸田町の大字となる。
- 1961年（昭和36年） - 戸田町大字上戸田、下笹目、惣右衛門、浦和市大字辻の各一部を編入。大字新曽の一部を上戸田、下笹目に編入[4]。
- 1966年（昭和41年）10月1日 - 市制施行により[8]、戸田市の大字となる。
- 1968年（昭和43年） - 浦和市大字辻の一部を編入。戸田市大字新曽の一部が氷川町一丁目〜三丁目、新曽南一丁目〜四丁目、戸田公園の一部となる[4]。
- 1976年（昭和51年） - 大字新曽の一部が笹目南町となる[4]。

## 世帯数と人口
2017年（平成29年）10月1日現在の世帯数と人口は以下の通りである。
| 大字 | 世帯数     | 人口     |
| ---- | ---------- | -------- |
| 新曽 | 10,067世帯 | 21,412人 |

## 小・中学校の学区
市立小・中学校に通う場合、学区（校区）は以下の通りとなる。
| 番地 | 小学校               | 中学校             |
| --- | -------------------- | ------------------ |
| 1〜16番地、129〜171番地、364〜400番地、685〜725番地 823〜871番地、1111〜1163番地、1277〜1352番地 1444〜1678番地、1894〜2076番地、2099〜2324番地 2505～2527番地    | 戸田市立芦原小学校   | 戸田市立新曽中学校 |
| 17〜128番地、172〜363番地、401〜684番地、726〜822番地 872〜1110番地、1164〜1276番地、1353〜1443番地 1679〜1893番地、2077〜2098番地、2325〜2504番地 2528〜2593番地 | 戸田市立新曽北小学校 | 戸田市立新曽中学校 |

## 交通
- JR東日本埼京線北戸田駅・戸田駅

### 道路
- 埼玉県道79号朝霞蕨線
- 北大通り
- 中央通り
- 新曽つつじ通り

## 地域

### 寺社・史跡
- 長誓山妙顕寺
- 龍宝山観音寺

### 公園・緑地
- 緑地公園
- 新田ふれあい噴水公園
- ボール公園
- 新曽沖内児童遊園地
- 新曽柳原児童遊園地
- 新曽北町児童遊園地
- ぽかぽか広場
- 芦原ちびっこ広場

### 施設
北戸田駅や戸田駅に近く、数多くの商業施設が立地する。
- T-FRONTE
- 埼玉県立戸田翔陽高等学校
- 戸田市立新曽中学校
- 戸田市立新曽北小学校
- 戸田市立芦原小学校
- 戸田東第二幼稚園
- カトレア幼稚園
- 戸田市スポーツセンター
- 戸田市立図書館
- 戸田市立郷土博物館
- 戸田市消防本部
- 戸田新曽郵便局

## 関連文献
- 「戸田領新曾村」『新編武蔵風土記稿』 巻ノ141足立郡ノ7、内務省地理局、1884年6月。NDLJP:763998/20。